# Timothy L. Kopra
Timothy Lennart Kopra, född 9 april 1963, är en amerikansk astronaut uttagen i astronautgrupp 18 den 27 juli 2000.

## Rymdfärder
- Expedition 20
- Expedition 46
- Expedition 47